# Chiến tranh biên giới Lào – Thái Lan
Chiến tranh biên giới Lào – Thái Lan là một cuộc chạm trán biên giới ngắn với quân đội Lào và quân đội Thái Lan từ tháng 12 năm 1987 đến tháng 2 năm 1988.

## Bối cảnh
Nguyên nhân là việc tranh chấp liên quan đến tấm bản đồ do những người đo đạc địa hình của Pháp vẽ năm 1907 để đánh dấu biên giới giữa Xiêm và Đông Dương thuộc Pháp. Quyền sở hữu ngôi làng Ban Romklao tại biên giới tỉnh Phitsanulok và ba ngôi làng biên giới nhỏ ngoài bìa tỉnh Pak-Lay (Lào) theo tấm bản đồ của Pháp là thuộc về Lào nhưng tấm bản đồ do Hoa Kỳ vẽ năm 1965 thì 3 ngôi làng này lại thuộc về Thái Lan. Bên cạnh đó, việc Thái Lan hỗ trợ, thậm chí xây dựng các căn cứ trên đất Thái Lan cho những lực lượng người H'mông tại Lào cũng khiến gia tăng căng thẳng giữa hai nước.

## Giao tranh
Một loạt các vụ chạm súng xảy ra giữa lực lượng Thái Lan và Lào năm 1984 và trong thời gian 1984-1987, Thái Lan liên tục rải truyền đơn chống Lào tại các khu vực có tranh chấp. Tháng 12 năm 1987, lực lượng vũ trang Thái Lan tiến vào chiếm đóng ngôi làng tranh chấp Ban Romklao, cắm cờ Thái Lan tại làng. Chính phủ Lào phản đối mạnh mẽ, nhấn mạnh ngôi làng là một phần của huyện Boten thuộc tỉnh Xayabury. Thái Lan trả lời rằng ngôi làng thuộc huyện Chat Trakan (amphoe) của tỉnh Phitsanulok. Lực lượng quân đội Lào tổ chức một cuộc tấn công vào các đơn vị đồn trú nhỏ của Thái Lan, đẩy binh sĩ Thái Lan ra khỏi ngôi làng và thay thế lá cờ Thái Lan bằng quốc kỳ Lào. Cuộc giao tranh nghiêm trọng theo sau, kéo dài nhiều tuần lễ cho đến khi một lệnh ngừng bắn được công bố vào ngày 19 tháng 2 năm 1988. Việt Nam có trợ giúp cho quốc gia đồng minh của mình, gửi quân từ Sư đoàn Bộ binh Việt Nam 2 đến sân bay Baan Nakok tại Xayabury để hỗ trợ các chiến dịch quân sự của Lào.

## Dư âm và Kết quả
Quân đội Lào được coi là bên chiến thắng khi đã tái lập được hiện trạng trước khi cuộc chiến nổ ra. Cuộc chiến ngắn gây ra khoảng 1.000 thương vong, quân Thái Lan tổn thất nặng hơn vì phần lớn trong cuộc chiến họ là bên tấn công và nổ súng trước trong khi Lào có lợi thế về phòng thủ. Tướng Chavalit Yongchaiyudh là chỉ huy Quân đội Hoàng gia Thái Lan tại thời điểm chiến tranh và bị chỉ trích vì tham gia vào cuộc chiến ngoài mong đợi của Bộ Ngoại giao Thái Lan. Trong năm 1988, hai bên tiếp tục giao tranh để giành quyền kiểm soát đối với những cù lao trên sông Mekong.
Vào năm 1996, Lào và Thái Lan thành lập Ủy ban Biên giới chung giữa 2 nước để xác định mốc giới cho 1.810 km đường biên. Hai bên hiện nay vẫn đang đàm phán với nhau về các vùng đất đang tranh chấp.